# خاوی گلن
خاوی گالان (انگلیسی: Javi Galán؛ زادهٔ ۱۹ نوامبر ۱۹۹۴) بازیکن فوتبال اهل اسپانیا است که در پست مدافع برای باشگاه اتلتیکو مادرید بازی می‌کند.